# 大津市役所前駅
大津市役所前駅（おおつしやくしょまええき）は、滋賀県大津市御陵町にある、京阪電気鉄道石山坂本線の停留場。駅番号はOT14。

## 歴史
- 1927年（昭和2年）
  - 5月15日：琵琶湖鉄道汽船三井寺 - 当停留場間延伸と同時に、兵営前駅（へいえいまええき）として開業。当初は終着駅だった。
  - 9月10日：山上駅（廃止）まで路線延伸。途中駅となる。
- 1929年（昭和4年）4月11日：会社合併により京阪電気鉄道石山坂本線の停留場となる。
- 1940年（昭和15年）11月10日：別所駅（べっしょえき）に改称[3]。
- 1943年（昭和18年）10月1日：会社合併により京阪神急行電鉄（現・阪急電鉄）の停留場となる。
- 1949年（昭和24年）12月1日：会社分離により、改めて京阪電気鉄道の停留場となる。
- 1967年（昭和42年）9月24日：大津市役所の浜大津から現在地への移転に合わせ、従来より0.3 km坂本寄りの現在地に移転。坂本方面の旧ホームは現在も残されている。
- 1992年（平成4年）3月26日：新駅舎竣工・階段のスロープ化、ホーム屋根延伸、点字運賃表設置、点字ブロック、トイレ改修など[4]。
- 2018年（平成30年）3月17日：大津市役所前駅（おおつしやくしょまええき）に改称[5][6][7][8]。改称理由は大津市役所に隣接しているため[5][7]。

## 停留場構造
相対式ホーム2面2線を持つ地上駅である。駅舎（改札口）は坂本方面行ホームの浜大津寄りにあり、反対側の石山寺方面行ホームへは構内踏切で連絡している。
自動改札機（PiTaPa・ICOCAなどのICカードには一部の改札機が対応している。また、簡易IC改札機も設置されている）、車イス対応スロープ設置。平日朝のみ駅員が配置される。

### のりば
| ホーム | 路線        | 方向 | 行先                     |
| ------ | ----------- | ---- | ------------------------ |
| 駅舎側 | ▼石山坂本線 | 下り | 坂本比叡山口方面         |
| 反対側 | ▼石山坂本線 | 上り | びわ湖浜大津・石山寺方面 |

- ホーム有効長は2両。のりば番号は設定されていない。

## 停留場周辺

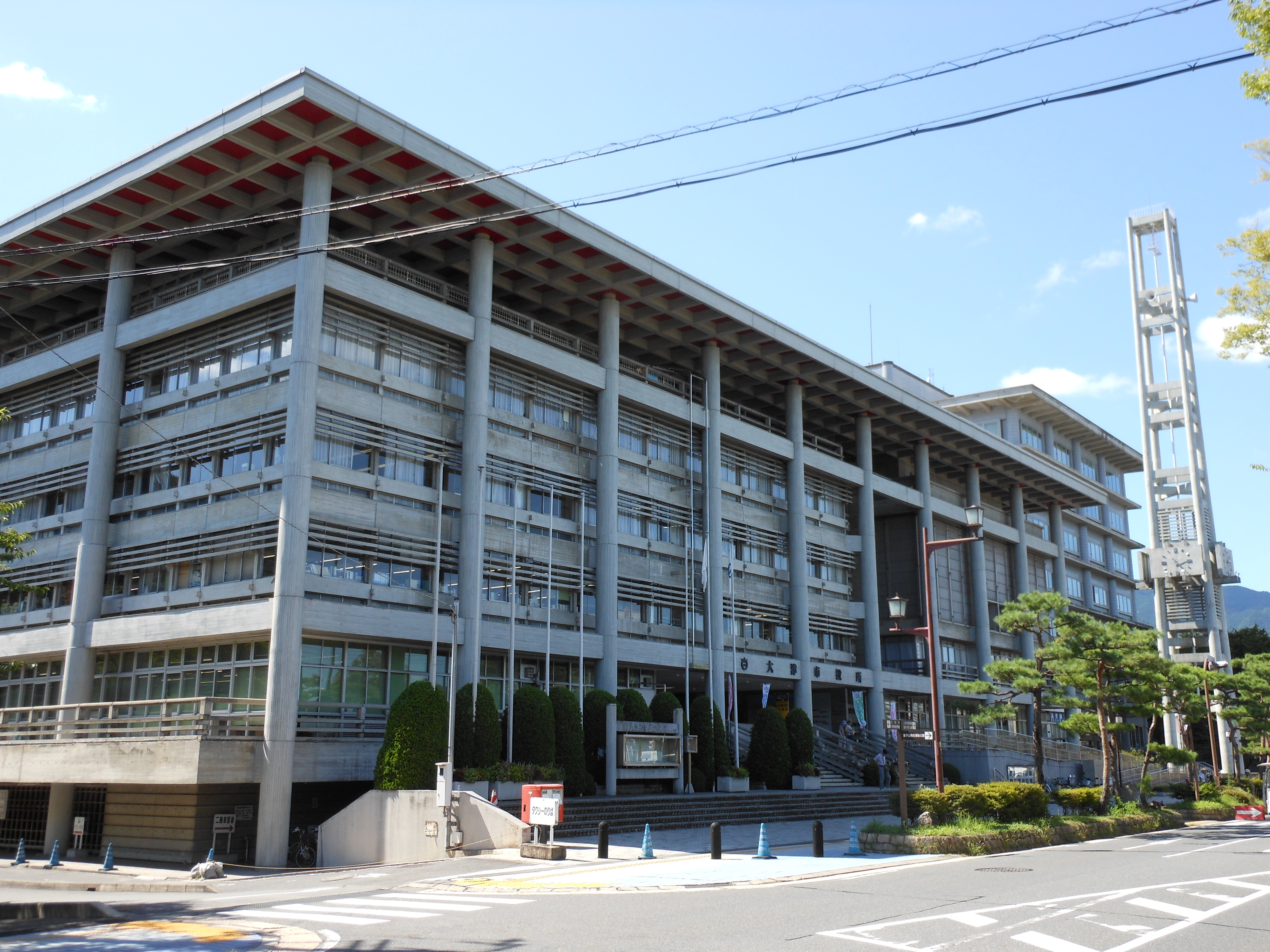
大津市役所（2011年8月）

滋賀県道47号線沿いにある停留場の1つ。西側に市役所や商業高校があり、その裏に警察学校や博物館がある。この付近にはバス停（市役所前）や消防署がある。東側は運動公園に隣接しており、グラウンドと陸上競技場の間に車道が設けられている。その道を抜けるとヴュルツブルク通りに至る。ちなみに、滋賀県道558号線はそこから更に東へ進んだ所を通っており、県道沿いには県営公園や競艇場がある。
- 大津市役所
  - 大津市企業局
  - 大津市役所内郵便局
- 大津市消防局・中消防署
- 滋賀県警察学校
- 滋賀県立大津商業高等学校
- 弘文天皇長等山御陵
- 大津市歴史博物館
- 皇子山陸上競技場
- 滋賀県営尾花川公園[11]
- びわこ競艇場[12]
- 滋賀県道47号伊香立浜大津線
- 滋賀県道558号高島大津線
- ヴュルツブルク通り[注 1][10]
- 京阪バス「市役所前」停留所

## 隣の停留場
京阪電気鉄道
▼石山坂本線
三井寺駅 (OT13) - 大津市役所前駅 (OT14) - 京阪大津京駅 (OT15)
- 皇子山駅（現・京阪大津京駅）開業以前は、近江神宮前駅との間に山上駅（1946年廃止）と漣駅（1944年廃止）が存在していた。